# Ramsden Bellhouse
Ramsden Bellhouse è un villaggio e parrocchia civile dell'Inghilterra, appartenente alla contea dell'Essex.